# Huron East
Huron East to miejscowość (ang. town) w Kanadzie, w prowincji Ontario, w hrabstwie Huron.
Powierzchnia Huron East to 669,16 km².
Według danych spisu powszechnego z roku 2001 Huron East liczy 9680 mieszkańców (14,47 os./km²).